# Theresa Nelles
Theresa Nelles (* 1982 in Köln) ist eine deutsche Opern-, Oratorien-, Lied- und Konzertsängerin (Sopran).

## Leben
Theresa Nelles begann ihre musikalische Ausbildung im Alter von sechs Jahren in der Kölner Domsingschule unter Domkapellmeister Eberhard Metternich. Während ihrer langjährigen Chormitgliedschaft im Mädchenchor am Kölner Dom unter Oliver Sperling erhielt sie erste solistische Aufgaben. Zudem führte sie ihr Interesse für den Jazz in eine Jazzband. Nach dem Abitur studierte sie klassischen Gesang an der Musikhochschule Köln bei Mechthild Georg und in Rom am Conservatorio Santa Cecilia. Sie absolvierte zudem Meisterkurse u. a. bei Krisztina Laki, Kurt Widmer, Ingeborg Danz und arbeitet nach wie vor eng mit Michaela Krämer in Düsseldorf zusammen.
Engagements führten die Sängerin ins In- und Ausland, z. B. zum Festival Internazionale di Musica e Arte Sacra nach Rom und Loreto, nach Sizilien, Südtirol, Russland, Frankreich, die Schweiz, zu den Internationalen Händelfestspielen in Göttingen, zum Beethovenfest in Bonn, zu den Brühler Schlosskonzerten, in die Kölner Philharmonie, in die Tonhalle Düsseldorf, an Opernhäuser wie Krefeld/Mönchengladbach, Koblenz, Gelsenkirchen, ans Markgräfliche Opernhaus Bayreuth und in den Kölner Dom, das Grossmünster in Zürich, den Königsberger Dom, den Altenberger Dom, die Abtei Brauweiler oder das Kloster Schäftlarn.
Die Sopranistin arbeitete u. a. mit der Neuen Philharmonie Westfalen, den Bochumer Sinfonikern, dem WDR Funkhausorchester, dem Gürzenichorchester Köln, BonnBarock, Musica Alta Ripa, Concerto Köln, Concert Royal Köln.
Mit der szenischen Aufführung von J. S. Bachs „Matthäuspassion“ war die Sängerin 2019 erstmals beim renommierten Bachfest Leipzig zu erleben.
Auch in der Neuen Musik ist Theresa Nelles vielfältig tätig, darunter in Uraufführungen der ihr von Markus Schönewolf gewidmeten Lieder in Bildern, der Oper Abraham oder des Oratoriums Logos des Schweizer Komponisten Daniel Schnyder.

## Diskografie
- 2020: Romantische Weihnacht im Kölner Dom mit Winfried Bönig (Album)[5]
- Diana in Giove in Argo von Georg Friedrich Händel (Pasticcio)[6]
- Sirene in Rinaldo von Georg Friedrich Händel[7]
- Prinzessin Margaret in The Student Prince von Sigmund Romberg[8]